# Orden des Weißen Löwen

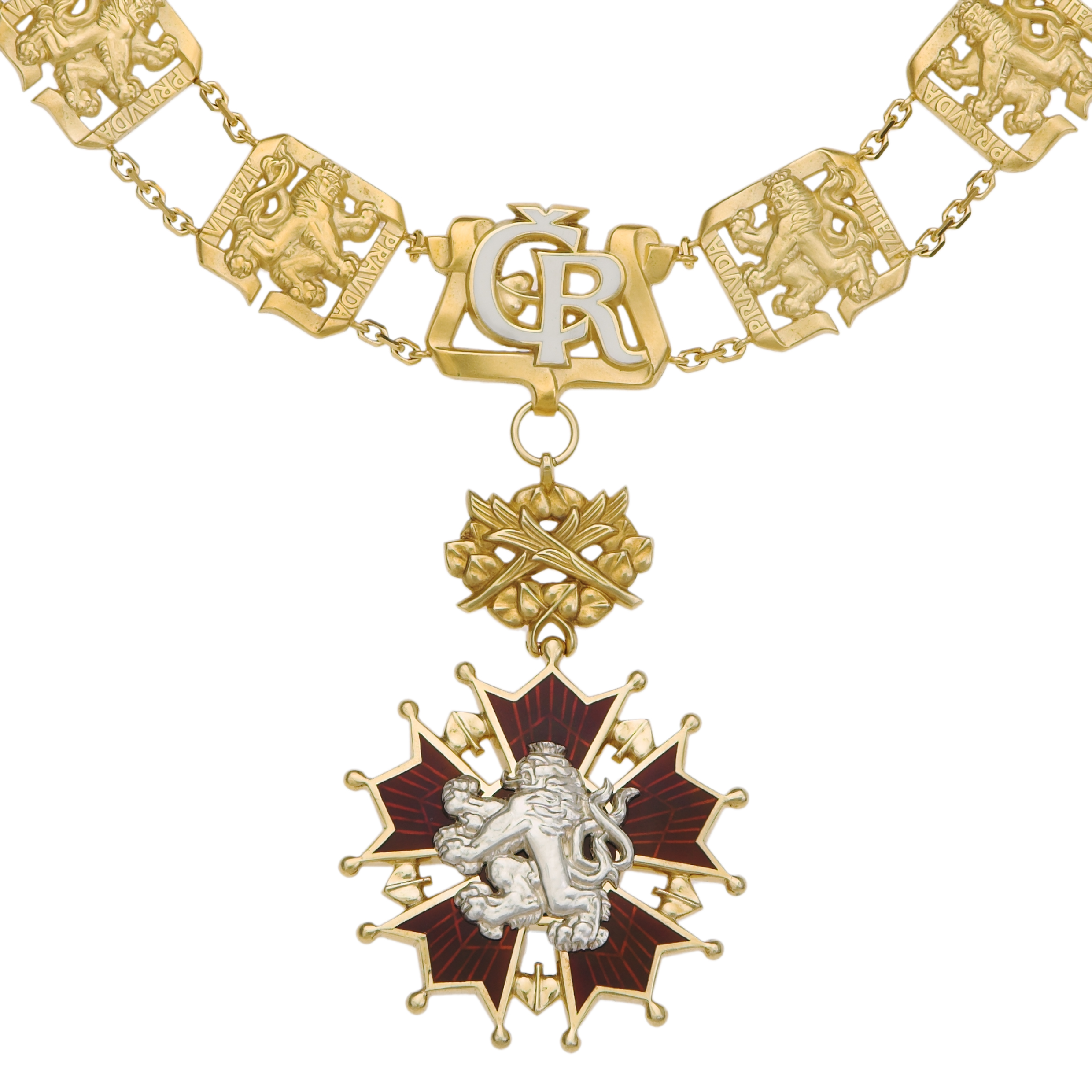
Collane

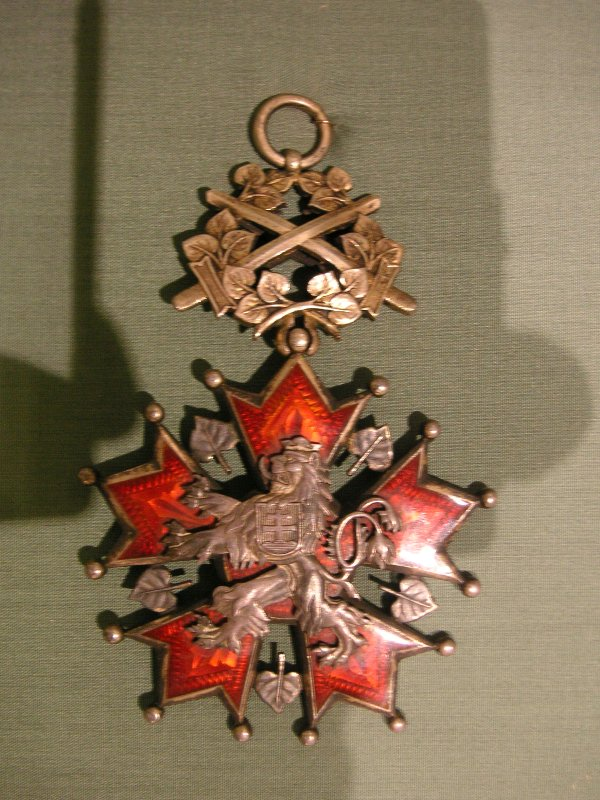
Offizierskreuz mit Schwertern, 1922–1948

Der Orden des Weißen Löwen (tsch. Řád bílého lva) ist die höchste staatliche Auszeichnung der Tschechischen Republik und wird vom Präsidenten bzw. von ihm beauftragten Personen verliehen.
Der Orden wurde am 7. Dezember 1922 per Verordnung der tschechoslowakischen Regierung ursprünglich als Auszeichnung für Ausländer gestiftet.  Seit 1961 wird der Orden auch an Inländer vergeben.

## Ordensklassen
Der Orden besteht aus fünf Klassen und einer Medaille:
- Großkreuz
- Großoffizier
- Komtur
- Offizier
- Ritter
- Medaille des Weißen Löwen

Ausländische Staatsoberhäupter erhalten das Großkreuz als Collane.

## Ordenszeichen
Das Ordenszeichen aller Klassen besteht aus einem fünfarmigen Kreuz, dessen Arme radial von einem Mittelmedaillon ausgehen. Das Ende jeden Armes ist dreizackig und die Spitzen der Zacken sind mit je einem Kügelchen besetzt. Die Kreuzarme sind untereinander durch je ein Lindenblatt verbunden. Mittig ist ein aufrecht stehender, nach links gewandter, silberner böhmischer Löwe zu sehen. Darauf das Staatswappen. Bis 1960 war auf der Rückseite im Medaillon das Monogramm ČSR zu sehen. Umlaufend der Wahlspruch PRAVDA VÍTĚZÍ (Die Wahrheit siegt).
Zwischen Tragering und Ordenszeichen ist ein Lindenkranz befestigt. Darauf für militärische Verdienste zwei gekreuzte Schwerter, ansonsten zwei gekreuzte Palmen.
Das Ordensband ist scharlach rot mit weißen Seitenstreifen.

## Sonstiges
Es existierte außerdem noch ein Orden gleichen Namens, der am 9. Februar 1945 gestiftete, aber heute nicht mehr verliehene Kriegsorden vom Weißen Löwen für den Sieg.

## Bekannte Träger
1923
- Raymond Poincaré
- Ferdinand Foch
- Ferdinand I. von Rumänien
- Alexander I. Karađorđević

1924
- Karl II. von Rumänien
- Hirohito
- Louise Weiss, französische Politikerin

1925
- Albert I. der Belgier
- Alfons XIII. Hirohito

1926
- Michael Hainisch, österreichischer Bundespräsident
- Rudolf Ramek, österreichischer Bundeskanzler
- Benito Mussolini
- Eugène Mittelhauser

1928
- Fu'ād I.
- Marija Ružička Strozzi (Marie Růžičková-Strozzi), tschechisch-kroatische Schauspielerin
- Anna Auředniček, tschechische Übersetzerin

1929
- Wilhelmina I.
- Robert Baden-Powell

1930
- Aurel Racovitză

1931
- Jonas Jackus, litauischer Generalleutnant
- Petras Kubiliūnas, litauischer Generalleutnant
- Antanas Smetona, litauischer Präsident

1932
- Jonas Sutkus, litauischer Generalleutnant
- Karin Michaëlis, dänische Journalistin und Schriftstellerin

1933
- Zdzisław Jachimecki

1934
- Louis-Eugène Faucher
- Antanas Gustaitis, litauischer Pilot

1937
- William Beardmore
- Kurt Schuschnigg, Bundeskanzler des Bundesstaates Österreich [1]

1939
- R. M. Smyllie, Herausgeber der Irish Times

1945
- Bernard Montgomery
- George Smith Patton

1946
- Josip Broz Tito, Staatspräsident und Marschall von Jugoslawien
- Edvard Beneš
- Ludvík Svoboda
- Iwan Stepanowitsch Konew
- Chiang Kai-shek

1955
- Georgi Konstantinowitsch Schukow

1956
- Wilhelm Pieck

1972
- Fidel Castro

1973
- Leonid Iljitsch Breschnew

1977
- Mohammad Reza Pahlavi
- Dmitri Fjodorowitsch Ustinow

1978
- Muammar al-Gaddafi

1983
- Maurice Bishop

1987
- Mengistu Haile Mariam

1989
- Jassir Arafat

1990
- Vladimír Krajina
- François Mitterrand
- Zdena Salivarová
- Josef Škvorecký

1995
- Jan Bret, Generalmajor i. R.
- Juan Carlos I., spanischer König
- Miroslav Kácha, Generalmajor i. R.
- Antonín Hasal, General, in memoriam
- Felix Peřka, Generalmajor i. R.

1996
- Elisabeth II., britische Königin
- Alois Eliáš, General Ing., in memoriam
- Bernardin Kardinal Gantin
- Vladimír Nedvěd, Generalmajor i. R.
- Ezer Weizman, israelischer Staatspräsident

1997
- Madeleine Albright, amerikanische Außenministerin
- Jacques Chirac, französischer Staatspräsident
- Jean-Philippe Douin, Luftwaffengeneral
- George A. Joulwan, General
- Jindřich Macháček, Generalmajor i. R.
- Karel J. Procházka, Generalmajor i. R.
- Radovan Procházka, Generaloberst
- František Peřina, Generalmajor i. R.
- Josef Robotka, Generalmajor, in memoriam
- Sergej Vojcechovský, General, in memoriam

1998
- Josef Bartík, Generalmajor, in memoriam
- Antonín Číla, Brigadegeneral, in memoriam
- Bill Clinton, amerikanischer Präsident
- Paul Hatry, belgischer Politiker
- Bedřich Homola, General, in memoriam
- Josef Hyhlík, Generalmajor, in memoriam
- Joachim Kardinal Meisner
- George S. Patton, General
- John M. Shalikashvili, General
- František Slunečko, Brigadegeneral, in memoriam
- Javier Solana, Europapolitiker

1999
- George H. W. Bush, amerikanischer Präsident
- Michail Sergejewitsch Gorbatschow, sowjetischer Präsident
- Helmut Kohl, Bundeskanzler der Bundesrepublik Deutschland
- François Mitterrand, französischer Staatspräsident, in memoriam
- Klaus Naumann, General
- Ronald Reagan, amerikanischer Präsident
- Margaret Thatcher, britische Premierministerin
- Lech Wałęsa, polnischer Präsident
- Simon Wiesenthal

2000
- Willy Brandt, Bundeskanzler der Bundesrepublik Deutschland, in memoriam
- Bruno Kreisky, Bundeskanzler der Republik Österreich, in memoriam
- Olof Palme, schwedischer Ministerpräsident,in memoriam
- Johannes Rau, Bundespräsident der Bundesrepublik Deutschland
- Pravomil Raichl
- Vilém Stanovský, Brigadegeneral der Luftwaffe, in memoriam

2002
- Josef Duda, Generalmajor, in memoriam
- Oto Stehlík
- Guido Venturoni, Admiral
- Thomas Ray Wilson, Vizeadmiral

2003
- Alexander Dubček, in memoriam, tschechoslowakischer Politiker
- Árpád Göncz, ungarischer Präsident
- Václav Havel
- Anton Petrák, Generalmajor i. R.
- Alois Šiška, Generalmajor, in memoriam
- Richard von Weizsäcker, Präsident der Bundesrepublik Deutschland

2004
- František Fajtl, Generaloberst i. R.
- Rudolf Severin Krzák, Generalmajor i. R., in memoriam
- Aleksander Kwaśniewski, polnischer Präsident

2005
- Josef Buršík, Generalmajor i. R., in memoriam
- Rudolf Pernický, Generalmajor i. R.

2006
- Antonín Špaček, Generalmajor i. R.
- Josef Bryks, in memoriam

2007
- Stanislav Kraus, in memoriam
- Otakar Hrubý, Luftwaffenoberst, DFC in memoriam

2008
- Jiří Zenáhlík, Oberst i. R.

2009
- Otakar Černý, Oberst, in memoriam
- Imrich Gablech, Oberst i. R.

2010
- Lech Kaczyński, polnischer Präsident, in memoriam
- Emil Boček
- Marie Ljalková-Lastovecká
- Jan Plovajko

2011
- Mikuláš Končický, Brigadegeneral i. R.
- Jan Velík, Oberst i. R.
- Václav Djačuk, Oberst i. R.

2012
- Alexander Beer (in memoriam)
- Vasil Korol

2013
- Ivan Gašparovič

2014
- Joachim Gauck, Bundespräsident der Bundesrepublik Deutschland
- Robert Fico
- Winston Churchill (in memoriam)
- Franz Vranitzky, ehem. Bundeskanzler der Republik Österreich
- Nicholas Winton

2015
- Abdullah II. bin al-Hussein
- Josef František (in memoriam)

2016
- Jaroslav Klemeš
- Karel Janoušek (in memoriam)
- Karel Kuttelwascher (in memoriam)
- Alois Dubec
- Andrzej Duda, polnischer Präsident
- Dominik Duka, Erzbischof
- Günter Verheugen, ehem. EU-Kommissar

2017
- Michael Häupl, Bürgermeister von Wien
- Borut Pahor, Staatspräsident von Slowenien
- Karel Kutlvašr (in memoriam)
- Ludvík Krejčí (in memoriam)
- Karel Pezl
- Gerhard Schröder, ehem. Bundeskanzler der Bundesrepublik Deutschland

2018
- Josef Bílý
- Stanislav Čeček
- Karel Husárek
- Antonín Švehla, in memoriam
- Jan Gajdoš
- Karel Lánský

2020
- Karel Gott, Sänger (in memoriam)
- Roman Prymula, Epidemiologe
- František Chábera, Militärpilot (in memoriam)

2021
- Jiřina Bohdalová, Schauspielerin
- Petr Kellner, Unternehmer (in memoriam)
- Vladimír Remek, Kosmonaut

2022
- Josef Balabán, Josef Mašín st. und Václav Morávek, Mitglieder der Widerstandsgruppe „Tři krále“ (in memoriam)
- Josef Hubáček, Kunst- und Militärpilot (in memoriam)
- Karel Lukas, Legionär und Widerstandskämpfer (in memoriam)
- Vojtěch Luža Legionär und Widerstandskämpfer (in memoriam)
- Wolodymyr Selenskyj, Präsident der Ukraine
- Josef Stehlík, Militärpilot (in memoriam)

2023
- Alexander Van der Bellen, Bundespräsident von Österreich
- Petr Pithart, Politiker
- Pavel Rychetský, Politiker
- Karel Schwarzenberg, Politiker
- Karel Mareš, Militärpilot (in memoriam)
- František Pecháček, Turner (in memoriam)
- Milan Rastislav Štefánik, slowakischer Politiker (in memoriam)